# La Gloria (Panama)
La Gloria è un comune (corregimiento) della Repubblica di Panama situato nel distretto di Changuinola, provincia di Bocas del Toro. Si estende su una superficie di 165 km² e conta una popolazione di 3.046 abitanti (censimento 2010).  